# Campylomyza abbreviata
Campylomyza abbreviata är en tvåvingeart som beskrevs av Jaschhof 2009. Campylomyza abbreviata ingår i släktet Campylomyza, och familjen gallmyggor. Arten är reproducerande i Sverige.